# Steve Cochran
Steve Cochran, jego prawdziwe nazwisko to Robert Alexander Cochran (ur. 25 maja 1917 w Eureka w stanie Kalifornia, zm. 15 czerwca 1965 na łodzi, na Oceanie Spokojnym, niedaleko państwa Gwatemala) – amerykański aktor filmowy i teatralny, syn kalifornijskiego drwala. W 1939 ukończył University of Wyoming, w mieście Laramie.

## Filmografia

### Reżyser
- Tell Me in the Sunlight (1965)

### Scenarzysta
- Tell Me in the Sunlight (1965)

### Aktor
- Tell Me in the Sunlight (1965) jako Dave
- Of Love and Desire (1963) jako Steve Corey
- Niebezpieczni kompani (1961) jako Billy
- The Big Operator (1959) jako Bill Gibson
- The Beat Generation (1959) jako Detektyw sierżant Dave Culloran
- I Mobster (1958) jako Joe Sante
- Quantrill’s Raiders (1958) jako Wes
- Krzyk (1957) jako Aldo
- Tajemniczy rewolwer (1957) jako Mark Andrews
- Slander (1956) jako H.R. Manley
- Come Next Spring (1956) jako Matt Ballot
- Lunaparkowa opowieść (1954) jako Joe Hammond
- Prywatne piekło (1954) jako Cal Bruner
- Pieśń pustyni (1953) jako Kapitan Fontaine
- She’s Back on Broadway (1953) jako Rick Sommers
- Back to God’s Country (1953) jako Paul Blake
- Operation Secret (1952) jako Marcel Brevoort
- Koń i lew (1952) jako Ben Kirby
- Jim Thorpe – All American (1951) jako Peter Allendine
- The Tanks Are Coming (1951) jako Francis Aloysius ‘Sully’ Sullivan
- Storm Warning (1951) jako Hank Rice
- Raton Pass (1951) jako Cy Van Cleave
- Dallas (1950) jako Brant Marlow
- Przeklęci nie płaczą (1950) jako Nick Prenta
- Highway 301 (1950) jako George Legenza
- Biały żar (1949) jako Duży Ed Somers
- Copacabana (1947) jako Steve Hunt
- The Kid from Brooklyn (1946) jako Speed McFarlane
- Pościg (1946) jako Eddie Roman
- Najlepsze lata naszego życia (1946) jako Cliff Scully
- Wonder Man (1945) jako Ten Grand Jackson